# Asociación Nacional de Estudiantes de Economía
La Asociación Nacional de Estudiantes de Economía, A.C. (ANEE) es una asociación civil con sede en la Ciudad de México, Distrito Federal que está formada por alumnos de licenciatura en Economía de instituciones públicas y privadas de la República Mexicana. La ANEE inició actividades en noviembre de 1988 con el I Congreso Nacional de Estudiantes de Economía celebrado en la ciudad de Puebla, Puebla, y desde entonces, ha realizado anualmente y de forma ininterrumpida dicho congreso en la república. 
A partir de 2008, la Asociación organiza anualmente el Simposio Nacional de Estudiantes de Economía, teniendo la primera edición como sede al Centro de Investigación y Docencia Económicas.

## Historia

### Fundación
La Asociación Nacional de Estudiantes de Economía A.C. (ANEE A.C.) fue creada por iniciativa de estudiantes de la Facultad de Economía de la Universidad Nacional Autónoma de México, del Instituto Tecnológico Autónomo de México, de la Universidad Iberoamericana, Universidad de las Américas de Puebla y de la Universidad Autónoma Metropolitana Unidad Azcapotzalco, que a mediados de 1987 discutieron la idea de agruparse como gremio, a ellos se unieron estudiantes de los departamentos de Economía de la Universidad Iberoamericana y de la Universidad de las Américas y comenzaron a realizar reuniones preparatorias en las que se redactó la primera versión de los Estatutos de la Asociación.
La Asociación fue concebida como un espacio de encuentro e intercambio académico para los estudiantes de la carrera de Economía de la República Mexicana; no fue concebida con fines políticos y sus asociados se comprometen expresamente a no utilizar el nombre de la Asociación con fines partidistas.
Los principios básicos son la pluralidad y el respeto a todas las posiciones teóricas que sus asociados asuman ante los problemas nacionales, por lo tanto, se busca que se expresen dichas posiciones en actos académicos como congresos y simposios en los que la participación estudiantil se alimente con la intervención de especialistas.

### Constitución formal
La constitución formal de la ANEE A.C. tuvo lugar en noviembre de 1988 durante el 1.er Congreso Nacional de Estudiantes de Economía, organizado por la Universidad de las Américas en sus instalaciones de Cholula y en la Cd. de Puebla, con la asistencia de estudiantes de 17 escuelas de Economía de todo el país. El congreso fue inaugurado por el gobernador de Puebla el Lic. Mariano Piña Olaya y contó con la asistencia como conferencista magistral del Premio Nobel de Economía Franco Modigliani.

### Constitución legal
A partir de su fundación la Asociación comenzó a crecer aceleradamente y en 1991 quedó constituida legalmente como Asociación Civil. En octubre de ese año, el 4° Congreso Nacional de Estudiantes de Economía organizado por la UNAM, el ITAM, la Universidad Iberoamericana y la Universidad Autónoma Metropolitana Unidad Azcapotzalco fue inaugurado por el presidente de la República Dr. Carlos Salinas de Gortari en la Residencia Oficial de los Pinos. Ese mismo año quedaron constituidas por primera vez todas las mesas regionales de la Asociación, en la que para entonces ya participaban treinta escuelas de Economía.

## Misión, visión y objetivos

### Misión
Ser una Asociación auxiliar de las instituciones educativas del país que impartan la ciencia económica como área de estudio, con la firme idea de ser colaboradores en la formación integral de los estudiantes de Economía del país.

### Visión
Ser una Asociación protagonista en el acontecer del estudio de la ciencia económica en México. Siendo el centro por excelencia para el intercambio de soluciones a los problemas económicos en general. Y de igual manera contribuir de forma directa en la formación de más y mejores economistas.

### Objetivos
La asociación está formada por alumnos de la Licenciatura en Economía, ya sean de instituciones públicas o privadas en la República Mexicana y tiene por objeto:
A) Fomentar el intercambio académico entre los alumnos, así como la difusión de publicaciones, estudios y materiales de investigación realizados por estudiantes.
B) Realizar periódicamente eventos de carácter académico, social y cultural que complementen y enriquezcan la formación personal y profesional de los alumnos.
C) Servir a la comunidad universitaria y a la sociedad civil colaborando desinteresadamente con ella.

## Escudo
Representa dos “ee” entrelazadas que significa Estudiantes de Economía, los colores se desprenden de la indumentaria académica universitaria (mucetas y birretes) utilizados en España y Estados Unidos de América, donde el color azul representa a las ciencias y el color naranja es el que representa la Economía, por lo tanto, se entiende que los colores significan la “Ciencia Económica”

## Lema
Representa la Unidad de los Estudiantes de Economía de México como gremio, así como la convicción de formar economistas comprometidos con la construcción de un país próspero.
Autores: Héctor González Canales y José Antonio Domínguez Pedraza.
Fue aprobado por la Asamblea Nacional de Representantes de la Asociación, el 25 de junio de 2011.

## Estructura
La Asociación cuenta con una estructura a nivel nacional, regional y local, mismas que se organizan de la siguiente manera:

### Nacional
La Asociación contará con una estructura a nivel nacional, compuesta de cuatro órganos.

#### Asamblea Nacional de Representantes
Es el máximo órgano de la Asociación y está constituida por dos estudiantes socios de la misma, representando a cada una de las Instituciones de Educación Superior. 

#### Mesa Directiva Nacional
Está constituida por seis miembros elegibles que pertenezcan a la Asamblea Nacional de Representantes, Mesas Directivas Regionales, Comisión Nacional de Vigilancia (a excepción del Comisionado General) y por los miembros de la Mesa Directiva Nacional que, en este último caso, no hayan ocupado el cargo por tres periodos.
Se integra de la siguiente forma:
1. Presidente.
2. Secretario General.
3. Secretario de Academia.
4. Secretario de Finanzas.
5. Secretario de Organización.
6. Secretario de Relaciones Públicas.

#### Comisión Nacional de Vigilancia
Cada región tendrá un integrante a la Comisión Nacional de Vigilancia, quienes participarán con voz y sin votos, estando conformada por:
1. Comisionado General.
2. Comisionado de Finanzas.
3. Comisionado de Academia.
4. Primer Comisionado de Elecciones y Reglamentos
5. Segundo Comisionado de Elecciones y Reglamentos.

#### Consejo consultivo
Está formado por cinco Socios Honorarios sin suplentes, cada uno representando a cada una de las regiones en las que se divide nuestra Asociación a nivel nacional, designados por la Asamblea Nacional de Representantes para un período de tres años.

### Regional
La Asociación también cuenta con una estructura a nivel regional, para lo cual el país se dividirá en cinco regiones:
| Región    | Estados             |
| --------- | ------------------- |
| Noroeste  | Baja California     |
| Noroeste  | Baja California Sur |
| Noroeste  | Sonora              |
| Noroeste  | Sinaloa             |
| Noroeste  | Chihuahua           |
| Noroeste  | Durango             |
| Noreste   | Coahuila            |
| Noreste   | Nuevo León          |
| Noreste   | Tamaulipas          |
| Noreste   | San Luis Potosí     |
| Occidente | Zacatecas           |
| Occidente | Aguascalientes      |
| Occidente | Guanajuato          |
| Occidente | Nayarit             |
| Occidente | Jalisco             |
| Occidente | Colima              |
| Occidente | Michoacán           |
| Centro    | Querétaro           |
| Centro    | Hidalgo             |
| Centro    | Estado de México    |
| Centro    | Ciudad de México    |
| Centro    | Morelos             |
| Centro    | Puebla              |
| Centro    | Tlaxcala            |
| Centro    | Guerrero            |
| Sur       | Veracruz            |
| Sur       | Oaxaca              |
| Sur       | Tabasco             |
| Sur       | Chiapas             |
| Sur       | Campeche            |
| Sur       | Yucatán             |
| Sur       | Quintana Roo        |

#### Asamblea Regional de Representantes
Está constituida por miembros de la Asamblea Nacional de Representantes de cada una de las universidades pertenecientes a la región respectiva de la Asociación.

#### Mesa Directiva Regional
Está formada obligatoriamente por cinco miembros pertenecientes a la Asamblea Regional de Representantes, siendo integrada por:
1. Secretario Regional
2. Secretario del Interior
3. Secretario de Academia
4. Secretario de Finanzas
5. Secretario de Organización

### Local
La Asociación también cuenta con una estructura a nivel local, en todas las universidades que participan en ella.

#### Asamblea Local
Está integrada por todas las personas socias de la Asociación en cada universidad, los cuales elegirán a sus representantes, acordarán la estructura de su Comité Local y aprobarán sus reglamentos de funcionamiento interno.

#### Comité Local
Lo conforman los dos representantes de la universidad ante la Asamblea Nacional de Representantes, más aquellos socios necesarios para cubrir la estructura que cada universidad elija para su Comité Local cubriendo mínimamente:
1. Primer Representante.
2. Segundo Representante.
3. Secretario de Academia
4. Secretario de Finanzas.
5. Secretario de Organización.

## Presidentes
A lo largo de su historia, la ANEE, A.C. ha tenido los siguientes presidentes:
| Número | Presidente                               | Universidad de procedencia                    | Período                             |
| ------ | ---------------------------------------- | --------------------------------------------- | ----------------------------------- |
| 01°    | Raúl Rivas                               | Instituto Tecnológico Autónomo de México      | Noviembre de 1988 - mayo de 1989    |
| 02°    | Juan Rodríguez Castañeda                 | Instituto Tecnológico Autónomo de México      | Mayo - noviembre de 1989            |
| 03°    | Francisco Javier Núñez Melgoza           | Universidad Nacional Autónoma de México       | Noviembre de 1989 - octubre de 1990 |
| 04°    | Aurelio Burciaga Canive                  | Universidad Autónoma de Baja California       | Octubre de 1990 - octubre de 1991   |
| 05°    | Leonardo Lomelí Vanegas                  | Universidad Nacional Autónoma de México       | Octubre de 1991 - abril de 1993     |
| 06°    | Francisco Rubén Zapata Camacho           | Universidad Autónoma de Aguascalientes        | Abril de 1993 - enero de 1994       |
| 07°    | Juan Abelardo Flores                     | Universidad Autónoma de Tlaxcala              | Enero - septiembre de 1994          |
| 08°    | Jaime Juárez                             | Universidad Autónoma de Baja California Sur   | Septiembre de 1994 - enero de 1995  |
| 09°    | Rodolfo Madrid Sánchez de la Vega        | Universidad Nacional Autónoma de México       | Enero de 1995 - abril de 1996       |
| 10°    | Antonio Ramírez                          | Universidad Autónoma Metropolitana            | Abril de 1996 - abril de 1997       |
| 11°    | Iván González de Alba                    | Instituto Tecnológico Autónomo de México      | Abril de 1997 - abril de 1998.      |
| 12°    | Alberto Ortiz                            | Centro de Investigación y Docencia Económicas | Abril de 1998 - abril de 1999       |
| 13°    | Eunice Patrón Galeana                    | Instituto Tecnológico Autónomo de México      | Abril de 1999 - abril de 2000       |
| 14°    | Mario Augusto Pérez Conde                | Universidad Juárez Autónoma de Tabasco        | Abril de 2000 - abril de 2001       |
| 15°    | Camilo Iván Flores Ángeles               | Universidad Nacional Autónoma de México       | Abril de 2001 - abril de 2002       |
| 16°    | Iván Darío Gutiérrez Bravo               | Universidad Nacional Autónoma de México       | Abril de 2002 - abril de 2003       |
| 17°    | Jesús Eduardo Ortiz Juárez               | Benemérita Universidad Autónoma de Puebla     | Abril de 2003 - abril de 2004       |
| 18°    | Antonio Segovia Sosa                     | Universidad Autónoma de Yucatán               | Abril de 2004 - julio de 2005       |
| 19°    | Edgar Serrano Mejía                      | Universidad Autónoma del Estado de Hidalgo    | Julio de 2005 - febrero de 2007     |
| 20°    | María De Los Ángeles Lizárraga Escalante | Universidad Autónoma de Sinaloa               | Febrero de 2007 - abril de 2008     |
| 21°    | Arnulf Luis Baltazar                     | Benemérita Universidad Autónoma de Puebla     | Abril de 2008 - mayo de 2009        |
| 22°    | Eder Geovanny de Jesús González Pinto    | Universidad de Quintana Roo                   | Mayo de 2009 - junio de 2010        |
| 23°    | Martha Alicia González Segura            | Universidad Juárez Autónoma de Tabasco        | Junio de 2010 - junio de 2011       |
| 24°    | Héctor González Canales                  | Universidad de Sonora                         | Junio de 2011 - junio de 2012       |
| 25°    | Mauricio Eduardo Arroyo Jardón           | Universidad Autónoma del Estado de México     | Junio de 2012 - junio de 2013       |
| 26°    | David Alonso Ramos Félix                 | Universidad Autónoma de Ciudad Juárez         | Junio de 2013 - julio de 2014       |
| 27°    | Víctor Hugo de la Vega Cruzado           | Universidad Nacional Autónoma de México       | Julio de 2014 - marzo de 2016       |
| 28°    | Hugo Alonso Jáquez Blancarte             | Universidad de Guadalajara                    | Marzo de 2016 - junio de 2017       |
| 29°    | Héctor Rosas Gómez                       | Universidad Veracruzana                       | Junio de 2017 - julio de 2018       |
| 30°    | Ernesto García Dávila                    | Universidad Autónoma de Guadalajara           | Julio de 2018 - julio de 2019       |
| 31°    | Estefanía Rodríguez Torres               | Instituto Politécnico Nacional                | Julio de 2019 - enero de 2021       |
| 32°    | Saúl Javier Martínez Vázquez             | Universidad Autónoma de Yucatán               | Enero de 2021 - Julio de 2022       |
| 33°    | Vanessa Barboza Quiñones                 | Universidad Juárez del Estado de Durango      | Julio de 2022 - a cargo             |

## Socios honorarios
Se otorga la distinción de Socio Honorario a aquellos exmiembros de la Asociación que han destacado por sus contribuciones a la ANEE A.C. y carrera profesional como economista, que además cumpla con el artículo 4° de los Estatutos Generales.
| Nombre                                 | Universidad                                   |
| -------------------------------------- | --------------------------------------------- |
| Raúl Rivas                             | Centro de Investigación y Docencia Económicas |
| Dr. Leonardo Lomelí Vanegas            | Universidad Nacional Autónoma de México       |
| Nahely Ernestina Ortiz Lira            | Universidad Autónoma del Estado de Hidalgo    |
| Lic. Francisco Carmona Plascencia      | Universidad Nacional Autónoma de México       |
| Mtro. Carlos Mauricio Beytia Cambrains | Universidad Autónoma de Campeche              |
| Camilo Iván Flores Ángeles             | Universidad Nacional Autónoma de México       |
| Dante Méndez Jiménez                   | Benemérita Universidad Autónoma de Puebla     |
| Mtro. Jorge Luis Canché Escamilla      | Universidad Autónoma de Yucatán               |
| Marcela Camargo                        | Universidad Nacional Autónoma de México       |
| Lic. Brallan Lorens Ibarra Ávila       | Universidad Autónoma de Baja California       |
| Mtro. Abelino Torres Montes de Oca     | Universidad de Guadalajara                    |
| Mtro. Romeo Pon Cáceres                | Universidad Bancaria y Comercial              |
| Dr. José Manuel Orozco Plascencia      | Universidad de Colima                         |
| Mtro. Víctor Hugo de la Vega Cruzado   | Universidad Nacional Autónoma de México       |
| Dr. Luis Alejandro Ponce Rodríguez     | Universidad Autónoma de San Luis Potosí       |
| Lic. Héctor González Canales           | Universidad de Sonora                         |
| Lic. Héctor Luna Enríquez              | Universidad de Guadalajara                    |
| Lic. Hugo Alonso Jáquez Blancarte      | Universidad de Guadalajara                    |
| Lic. Héctor Rosas Gómez                | Universidad Veracruzana                       |
| Dr. Pedro Isidoro González Ramírez     | Universidad Autónoma de San Luis Potosí       |
| Lic. Héctor Ampudia Martínez           | Benemérita Universidad Autónoma de Puebla     |

## Personalidades
Algunos de los académicos y personalidades más distinguidos que nos han acompañado en nuestros eventos a lo largo de nuestra historia.
| Nombre                                                           |
| ---------------------------------------------------------------- |
| Adalberto García Rocha (COLMEX)                                  |
| Alejandro Castañeda (COLMEX)                                     |
| Alice Krozer (COLMEX)                                            |
| Anthony Shorrocks (UNU-WIDER)                                    |
| Antonio Yuñez Naude (COLMEX)                                     |
| Arnold Haberger (UCLA)                                           |
| Arturo Huerta González (UNAM)                                    |
| Benjamín García Páez (UNAM)                                      |
| Carlos Manuel Urzúa Macías (Ex Secretario de Hacienda de México) |
| Carlos Salinas de Gortari (Expresidente de México)               |
| Carlos Tello Macías (UNAM)                                       |
| Clemente Ruiz Durán                                              |
| Collin Lewis                                                     |
| Emilio Zebadua                                                   |
| Enrique Cárdenas                                                 |
| Enrique Dussel                                                   |
| Enrique Minor Campa (CONEVAL)                                    |
| Franco Modigliani                                                |
| Gerardo Esquivel Hernández (Subgobernador de Banco de México)    |
| Guillermo Ortiz Martínez (Exgobernador del Banco de México)      |
| Jaime Ros Bosch (UNAM)                                           |
| Jaime Sempere (COLMEX)                                           |
| Jaime Zabludowsky                                                |
| James Foster                                                     |
| Javier Núñez Melgoza (Excomisionado de la COFECE)                |
| Joan Ginebra                                                     |
| John Scott Andretta (CIDE)                                       |
| Jonathan Heath (Sub Gobernador del Banco de México)              |
| Jordy Herrera (Ex Secretario de Energía)                         |
| José Ayala Espino (UNAM)                                         |
| José Manuel Puente                                               |
| José Raúl García Barrios (UNAM)                                  |
| Juan Caros Moreno Bird (CEPAL)                                   |
| Juan Castaingts Teillery (UAM-I)                                 |
| Julio Boltvinik Kalinka                                          |
| Luis Donaldo Colosio                                             |
| Luis Ernesto Dérbez (Ex Secretario de Economía de México)        |
| Luis Felipe López Calva (ONU)                                    |
| Macario Schettino                                                |
| Manuel Ángel Núñez Soto                                          |
| Norris Clement                                                   |
| Omar Guerrero Orozco                                             |
| Paul Krugman                                                     |
| Peter Hammond (Stanford)                                         |
| Ricardo Uvalle Berrones (UNAM)                                   |
| Robert Mundell                                                   |
| Rodolfo de la Torre García (CIDE)                                |
| Rogelio Arellano                                                 |
| Rolando Cordera Campos (UNAM)                                    |
| Rüdiger Dornbusch (MIT)                                          |
| Ugo Pipitone                                                     |
| Vernon L. Smith                                                  |
| Xavier Sala-I Martin (Premio Nobel)                              |

## Premio al Mérito Económico
A partir del 2015 la ANEE A.C., reconoce la labor de economistas destacados del país otorgando el Premio al Mérito Económico en el marco de nuestro magno evento, el Congreso Nacional de Estudiantes de Economía, que es realizado anualmente.
| Nombre                              | Año  |
| ----------------------------------- | ---- |
| Dr. Fausto Hernández Trillo         | 2015 |
| Dr. Gerardo Esquivel Hernández      | 2016 |
| Dr. Javier Núñez Melgoza            | 2017 |
| Dr. Luis Felipe López Calva         | 2018 |
| Dr. Alejandro Mungaray Lagarda      | 2019 |
| Dr. Jonathan Ernest Heath Constable | 2020 |
| Dr. Ernesto Piedras Feria           | 2021 |
| Dr. Raymundo Campos Vázquez         | 2022 |

## Eventos

### Congresos y simposios
La Asociación Nacional de Estudiantes de Economía, A.C. lleva a cabo la realización del Congreso Nacional de Estudiantes de Economía desde 1988 y del Simposio Nacional de Estudiantes de Economía desde 2008. Ambos eventos son realizados por la Asociación en coordinación con una o más universidades sede.
A la fecha, la ANEE ha organizado a nivel nacional los siguientes eventos:
| Número | Evento | Universidad anfitriona | Sede                             | Año  |
| ------ | --- | --- | -------------------------------- | ---- |
| 01°    | I Congreso Nacional de Estudiantes de Economía                                                                      | Universidad de las Américas de Puebla | Puebla, Puebla                   | 1988 |
| 02°    | II Congreso Nacional de Estudiantes de Economía                                                                     | Universidad Autónoma de Baja California | Tijuana, Baja California         | 1989 |
| 03°    | III Congreso Nacional de Estudiantes de Economía                                                                    | Universidad Juárez Autónoma de Tabasco | Villahermosa, Tabasco            | 1990 |
| 04°    | IV Congreso Nacional de Estudiantes de Economía                                                                     | Universidad Nacional Autónoma de México - Instituto Tecnológico Autónomo de México - Universidad Iberoamericana - Universidad Autónoma Metropolitana (Unidad Azcapotzalco) | México, D.F.                     | 1991 |
| 05°    | V Congreso Nacional de Estudiantes de Economía                                                                      | Universidad Autónoma de Nuevo León - Instituto Tecnológico y de Estudios Superiores de Monterrey                                                                           | Monterrey, Nuevo León            | 1992 |
| 06°    | VI Congreso Nacional de Estudiantes de Economía                                                                     | Universidad Autónoma de Aguascalientes | Aguascalientes, Aguascalientes   | 1993 |
| 07°    | VII Congreso Nacional de Estudiantes de Economía                                                                    | Universidad Autónoma de Sinaloa | Mazatlán, Sinaloa                | 1994 |
| 08°    | VIII Congreso Nacional de Estudiantes de Economía                                                                   | Benemérita Universidad Autónoma de Puebla | Puebla, Puebla                   | 1995 |
| 09°    | IX Congreso Nacional de Estudiantes de Economía                                                                     | Universidad Autónoma del Estado de Morelos | Oaxtepec, Morelos                | 1996 |
| 10°    | X Congreso Nacional de Estudiantes de Economía                                                                      | Universidad de Guadalajara | Guadalajara, Jalisco             | 1997 |
| 11°    | XI Congreso Nacional de Estudiantes de Economía                                                                     | Universidad Autónoma de Yucatán | Mérida, Yucatán                  | 1998 |
| 12°    | XII Congreso Nacional de Estudiantes de Economía                                                                    | Universidad Cristóbal Colón | Veracruz, Veracruz               | 1999 |
| 13°    | XIII Congreso Nacional de Estudiantes de Economía                                                                   | Universidad de Colima | Colima, Colima                   | 2000 |
| 14°    | XIV Congreso Nacional de Estudiantes de Economía                                                                    | Universidad Michoacana de San Nicolás de Hidalgo | Morelia, Michoacán               | 2001 |
| 15°    | XV Congreso Nacional de Estudiantes de Economía                                                                     | Universidad Autónoma de Nuevo León | Monterrey, Nuevo León            | 2002 |
| 16°    | XVI Congreso Nacional de Estudiantes de Economía                                                                    | Universidad Autónoma del Estado de Hidalgo | Pachuca, Hidalgo                 | 2003 |
| 17°    | XVII Congreso Nacional de Estudiantes de Economía                                                                   | Universidad Nacional Autónoma de México | México, D.F.                     | 2004 |
| 18°    | XVIII Congreso Nacional de Estudiantes de Economía                                                                  | Universidad Autónoma de Yucatán | Mérida, Yucatán                  | 2005 |
| 19°    | XIX Congreso Nacional de Estudiantes de Economía                                                                    | Universidad Autónoma de Sinaloa | Mazatlán, Sinaloa                | 2006 |
| 20°    | XX Congreso Nacional de Estudiantes de Economía                                                                     | Universidad Autónoma de Tamaulipas | Tampico, Tamaulipas              | 2007 |
| 21°    | I Simposio Nacional de Estudiantes de Economía                                                                      | Centro de Investigación y Docencia Económicas | México, D.F.                     | 2008 |
| 22°    | XXI Congreso Nacional de Estudiantes de Economía                                                                    | Benemérita Universidad Autónoma de Puebla | Puebla, Puebla                   | 2008 |
| 23°    | II Simposio Nacional de Estudiantes de Economía                                                                     | Universidad Autónoma de San Luis Potosí | San Luis Potosí, San Luis Potosí | 2009 |
| 24°    | XXII Congreso Nacional de Estudiantes de Economía                                                                   | Universidad de Quintana Roo | Cancún, Quintana Roo             | 2009 |
| 25°    | III Simposio Nacional de Estudiantes de Economía                                                                    | Universidad Juárez Autónoma de Tabasco | Villahermosa, Tabasco            | 2010 |
| 26°    | XXIII Congreso Nacional de Estudiantes de Economía                                                                  | Universidad Autónoma de Zacatecas | Zacatecas, Zacatecas             | 2010 |
| 27°    | IV Simposio Nacional de Estudiantes de Economía                                                                     | Universidad Autónoma del Estado de México (Campus Toluca) | Toluca, Estado de México         | 2011 |
| 28°    | XXIV Congreso Nacional de Estudiantes de Economía                                                                   | Universidad Nacional Autónoma de México | México, D.F.                     | 2011 |
| 29°    | V Simposio Nacional de Estudiantes de Economía                                                                      | Universidad Autónoma Metropolitana (Unidades Azcapotzalco, Iztapalapa y Xochimilco)                                                                                        | Cuernavaca, Morelos              | 2012 |
| 30°    | XXV Congreso Nacional de Estudiantes de Economía                                                                    | Universidad de Guadalajara | Guadalajara, Jalisco             | 2012 |
| 31°    | VI Simposio Nacional de Estudiantes de Economía                                                                     | Universidad Autónoma de Ciudad Juárez | Ciudad Juárez, Chihuahua         | 2013 |
| 32°    | XXVI Congreso Nacional de Estudiantes de Economía                                                                   | Universidad de Guanajuato | Guanajuato, Guanajuato           | 2013 |
| 33°    | VII Simposio Nacional de Estudiantes de Economía                                                                    | Universidad Autónoma de Yucatán | Mérida, Yucatán                  | 2014 |
| 34°    | XXVII Congreso Nacional de Estudiantes de Economía                                                                  | Universidad Veracruzana | Veracruz, Veracruz               | 2014 |
| 35°    | VIII Simposio Nacional de Estudiantes de Economía                                                                   | Universidad Autónoma Metropolitana Unidad Iztapalapa | México, D.F.                     | 2015 |
| 36°    | XXVIII Congreso Nacional de Estudiantes de Economía                                                                 | Universidad Autónoma de Baja California | Tijuana, Baja California         | 2015 |
| 37°    | IX Simposio Nacional de Estudiantes de Economía                                                                     | Universidad Autónoma de San Luis Potosí | San Luis Potosí, San Luis Potosí | 2016 |
| 38°    | XXIX Congreso Nacional de Estudiantes de Economía                                                                   | Universidad Autónoma de Nayarit | Tepic, Nayarit                   | 2016 |
| 39°    | XXX Congreso Nacional de Estudiantes de Economía                                                                    | Universidad Autónoma de Zacatecas | Zacatecas                        | 2017 |
| 40°    | X Simposio Nacional de Estudiantes de Economía                                                                      | Universidad Autónoma de Baja California Sur | La Paz, Baja California Sur      | 2018 |
| 41°    | XXXI Congreso Nacional de Estudiantes de Economía                                                                   | Universidad de Sonora | Hermosillo, Sonora               | 2018 |
| 42°    | XI Simposio Nacional de Estudiantes de Economía                                                                     | Universidad Michoacana de San Nicolás de Hidalgo | Morelia, Michoacán               | 2019 |
| 43°    | XXXII Congreso Nacional de Estudiantes de Economía                                                                  | Universidad Autónoma de Yucatán | Mérida, Yucatán                  | 2019 |
| 44°    | XXXIII Congreso Nacional de Estudiantes de Economía                                                                 | Evento virtual | México                           | 2020 |
| 45°    | XXXIV Congreso Nacional de Estudiantes de Economía                                                                  | Universidad de Sonora | Hermosillo,Sonora                | 2022 |
| 46°    | XXXV Congreso Nacional de Estudiantes de Economía + II Congreso Iberoamericano de Estudiantes de Economía y Empresa | Benemérita Universidad Autónoma de Puebla | Puebla, Puebla                   | 2022 |

### Coloquios
En años más recientes se han realizado los siguientes Coloquios, en su mayoría de manera regional:
| Número | Evento | Universidad anfitriona                                                                                       | Sede                     | Año          |
| ------ | --- | --- | ------------------------ | ------------ |
| 01°    | I Coloquio Regional de Estudiantes de Economía Región Centro-Sur: “Perspectivas de Política Económica de México en el contexto Latinoamericano”. | Instituto Politécnico Nacional                                                                               | Ciudad de México, México | 2016         |
| 02°    | Coloquio Nacional de Estudiantes de Economía: “Política Económica en México, desafíos y alternativas”                                            | Universidad Autónoma de Guadalajara, y Universidad de Guadalajara                                            | Guadalajara, Jalisco     | 2017         |
| 03°    | II Coloquio Regional de Estudiantes de Economía del Centro: “Retos de la Economía mundial en el siglo XXI, perspectivas para México.             | Instituto Politécnico Nacional, Universidad Autónoma Metropolitana Unidad Iztapalapa, y Unidad Azcapotzalco. | Ciudad de México, México | 2018         |
| 04°    | I Coloquio de Estudiantes de Economía, Región Sur: “Perspectivas del desarrollo económico. Una mirada desde el sur”.                             | Universidad Autónoma de Yucatán                                                                              | Mérida, Yucatán          | 2018         |
| 05°    | I Coloquio Región Noreste: “Perspectivas de la economía mexicana, diagnostico y alternativas”.                                                   | Universidad Autónoma de Tamaulipas                                                                           | Tampico, Tamaulipas      | 2019         |
| 06°    | II Coloquio Región Noreste: "Desarrollo regional".                                                                                               | Universidad Autónoma de Coahuila                                                                             | Saltillo, Coahuila       | Próximamente |

### 1.erConcurso Nacional de Economía
La Asociación Nacional de Estudiantes de Economía, A.C. lleva a cabo la realización del 1er Concurso Nacional de Economía desde 2004. Este evento es realizado por la Asociación en coordinación con una universidades sede.
| Número | Evento                             | Universidad anfitriona      | Sede                   | Año               | Ganador                 | Área                                     |
| ------ | ---------------------------------- | --------------------------- | ---------------------- | ----------------- | ----------------------- | ---------------------------------------- |
| 01°    | "I Concurso Nacional de Economía". | Universidad de Quintana Roo | Chetumal, Quintana Roo | Noviembre de 2004 | Héctor Ampudia Martínez | Métodos Cuantitativos y Teoría Económica |